# Repużyńce
Repużyńce (ukr. Репужинці, Repużynci) – wieś na Ukrainie, w obwodzie iwanofrankiwskim, w rejonie kołomyjskim, w hromadzie Czernelica. W 2001 roku liczyła 414 mieszkańców.